# Geshtu-E
En les mitologies accàdia i sumèria, Geshtu-E, Geshtu, Gestu o We-ila va ser un déu menor de la intel·ligència. La llegenda relatada en el poema Atrahasis, explica que va ser sacrificat pels déus superiors i la seva sang la van fer servir per crear la humanitat.